# Andrés Collado González
Andrés Collado González (Madrid, 27 de agosto de 1948) es un antiguo diplomático español. Fue embajador de España en Colombia desde octubre de 2007 a noviembre de 2010, siendo sustituido por Nicolás Martín Cinto.
Licenciado en Derecho, ingresó en 1977 en la carrera diplomática. Estuvo destinado en las representaciones diplomáticas españolas en Irak, Canadá, Argelia e Italia. Fue subdirector general de Medio Oriente, cónsul general de España en Jerusalén y segundo jefe de la Embajada de España en Francia. En 1998 fue nombrado embajador de España en la República de El Salvador y, posteriormente, en la República del Ecuador. De 2004 a 2007 fue director de la Escuela Diplomática.